# Nicolas Vanier
Nicolas Vanier (ur. 5 maja 1962 w Dakarze) – francuski pisarz, podróżnik oraz reżyser. Jest reżyserem oraz scenarzystą między innymi filmu Ostatni traper, który opowiada o historii trapera, wiodącego życie zgodne z przyrodą oraz Bella i Sebastian z 2003 roku. Podróżuje głównie po górach Skalistych oraz Syberii.
W Polsce wydane zostały następujące książki Niclasa Vaniera:
- Nicolas Vanier, Transsyberia, Warszawa: Warszawskie Wydawnictwo Literackie, 1998, ISBN 83-7200-048-4. Brak numerów stron w książce
- Nicolas Vanier, Szkoła życia, Poznań: Dom Wydawniczy Rebis, 2019, ISBN 978-83-8062-374-3. Brak numerów stron w książce